# Ceraspis castaneipennis
Ceraspis castaneipennis är en skalbaggsart som beskrevs av Blanchard 1850. Ceraspis castaneipennis ingår i släktet Ceraspis och familjen Melolonthidae. Inga underarter finns listade i Catalogue of Life.